# Olóndriz
Olóndriz (Orondritz en euskera y oficialmente) es una localidad española y un concejo de la Comunidad Foral de Navarra perteneciente al municipio de Erro. Está situado en la Merindad de Sangüesa, en la comarca de Auñamendi. Su población en 2014 fue de 49 habitantes (INE).